# Parole d'officier
Pour la chanson des années 1950, voir Ev'ry Time We Say Goodbye.
Pour plus de détails, voir Fiche technique et Distribution.
Parole d'officier (Every Time We Say Goodbye) est un film israélo-américain réalisé par Moshé Mizrahi, sorti en 1986.

## Synopsis
Pendant la Seconde Guerre mondiale, un pilote américain engagé dans la RAF est blessé et envoyé en convalescence en Palestine britannique.
Il rencontre Sarah, dont il tombe amoureux. La différence de religion se place entre leur amour.

## Fiche technique
- Titre : Parole d'officier (titre VHS)[1]
- Titre original : Every Time We Say Goodbye
- Réalisation : Moshé Mizrahi
- Musique : Philippe Sarde
- Photographie : Giuseppe Lanci
- Montage : Mark Burns
- Production : Sharon Harel et Jacob Kotzky
- Société de production : Delphi V Productions
- Société de distribution : TriStar Pictures (États-Unis)
- Pays de production :  Israël et  États-Unis
- Genre : Drame et romance
- Durée : 95 minutes
- Date de sortie : 
  - États-Unis : 14 novembre 1986
  - France : 1er février 1991 (VHS)

## Distribution
- Tom Hanks (VF : Éric Legrand) : David Bradley
- Cristina Marsillach : Sarah Perrara
- Benedict Taylor : Peter